# 壘壁陣八
壘壁陣八（英語：Phi Aquarii，是源自拉丁化拜耳命名法名稱。）是在天球赤道星座寶瓶座中的聯星系統。它的綜合視星等為+4.223，因此肉眼可見。視差量測表明，它與地球的距離大致為 222光年（68秒差距），並且它以+2.5km/s的徑向速度漂移得更遠。它位於黃道以南1.05度，因此受到月掩星的影響，會被月球遮蔽。
它是一個光譜聯星的恆星系統，估計週期為2,500天。主星是一顆紅巨星，恆星分類為M1.5 III。這顆恒星的質量與太陽相同，但其演化使外層已經膨脹到太陽的35倍大。在3715K的表面有效溫度下，它的輻射亮度是太陽的208倍，使其具有M型恆星的紅色色調。

## 外部連結
- Image Phi Aquarii